# Antilles françaises
Pour les articles homonymes, voir Antilles (homonymie).
1628–1946
Entités précédentes :
- Indes occidentales espagnoles

Entités suivantes :
- Dominique (1763)
- Sainte-Lucie (1814)
- Haïti (1804)
- Départements d'Amérique
  - Guadeloupe
  - Martinique

Les Antilles françaises sont les îles françaises de l'archipel des Antilles dans la mer des Caraïbes.
Ancienne partie intégrante des Îles et Terre Ferme de l'Amérique et de l'Empire colonial français jusqu'en 1946, ces territoires deviennent à cette date des départements d'outre-mer (collectivité territoriale).

## Liste des îles des Antilles françaises

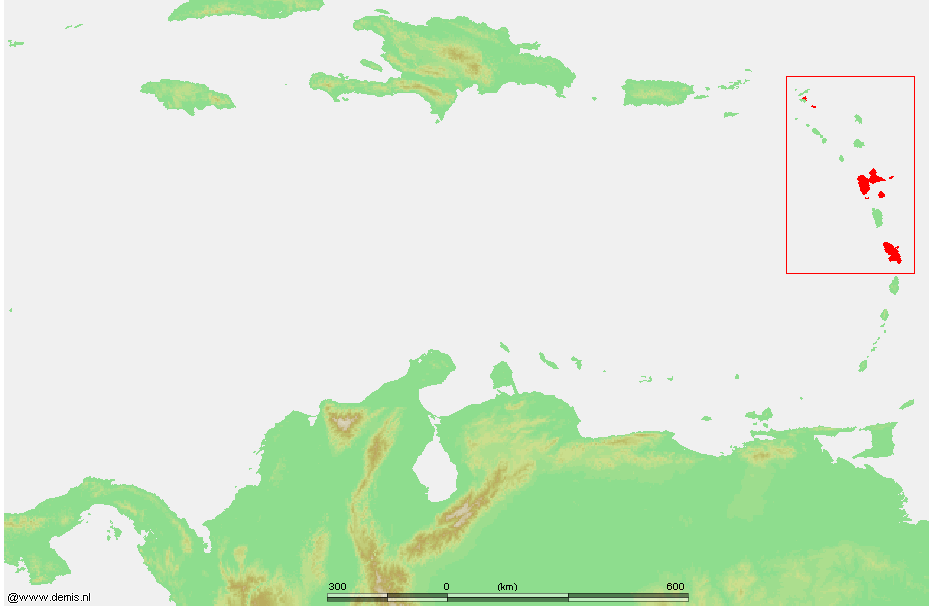
Les Antilles françaises (en rouge) depuis 1814

- L'archipel de la Guadeloupe qui forme administrativement avec ses dépendances à la fois un département et une région d'outre-mer (DOM et ROM, ou DROM) ainsi qu'une région ultrapériphérique (RUP) de l'Union européenne, son code officiel géographique départemental (COG) est le 971. L'archipel se compose de deux îles principales :
  - Basse-Terre
  - Grande-Terre

- La Désirade : un haut plateau calcaire de 21 km2, située en plein océan Atlantique, elle est l'île la plus orientale des Antilles françaises. L'île dépend administrativement de la Guadeloupe.

- Marie-Galante : la troisième île la plus étendue des Antilles françaises. Elle est également rattachée au département de la Guadeloupe sur le plan administratif et jouit donc des prérogatives relatives au statut européen de ce dernier.

- L'archipel des Saintes : composé de deux terres habitées (Terre-de-Haut et Terre-de-Bas) et de quelques ilots déserts. Il est également une dépendance administrative du département de la Guadeloupe et inclut donc les régions ultrapériphériques de l'union européenne par l'intermédiaire de celui-ci.

- La Martinique : l'île de la Martinique forme administrativement une Collectivité territoriale unique d'outre-mer sous le code officiel géographique 972. Elle compte aussi parmi les régions ultrapériphériques de l'Europe.

- Saint-Barthélemy : cette île du nord des Antilles, ancienne dépendance de la Guadeloupe, est devenue sur le plan administratif, une collectivité d'outre-mer (COM). Même si le code postal 97133 relatif à la Guadeloupe demeure, son code est le 977 depuis les changements intervenus à la suite de la loi organique no 2007-223 du 21 février 2007 publiée au Journal Officiel no 45 du 22 février 2007[2] portant dispositions statutaires et institutionnelles relatives à l'outre-mer[3]. Elle est incluse parmi les régions ultrapériphériques de l'Europe jusqu'au 1er janvier 2012, date officielle où l'île est devenue le premier pays et territoire d'outre-mer français de la Caraïbe.

- Saint-Martin : la partie nord de l'île est française. Le sud est, quant à lui, le territoire du pays autonome Sint-Maarten du royaume des Pays-Bas. Depuis la loi organique no 2007-223 du 21 février 2007 publiée au Journal Officiel no 45 du 22 février 2007[2], dans les mêmes conditions que Saint-Barthélemy, la partie française, ancienne dépendance de la Guadeloupe, est passée du statut de commune à celui de collectivité d'outre-mer (COM). Son C.O.G est 978, même si le code postal 97150 relatif à la Guadeloupe reste d'actualité[3]. Elle est incluse dans les régions ultrapériphériques de l'Europe.

Répartie sur 2 835 km2, la population totale des Antilles françaises est de 844 811 habitants en 2008.
| Rang | Île                        | Pop. (2008) | Superficie(km2) | Densité | Nom Caraïbe  |
| ---- | -------------------------- | ----------- | --------------- | ------- | ------------ |
| 1    | Grande-Terre (Guadeloupe)  | 197 681     | 586,68          | 337     | Couchâalaoüa |
| 3    | Basse-Terre (Guadeloupe)   | 187 782     | 847,82          | 221     | Calaoucaëra  |
| 4    | Martinique                 | 397 693     | 1 128,03        | 353     | Jouanacaëra  |
| 2    | Saint-Martin               | 36 661      | 53,20           | 689     | Oüalichi     |
| 5    | Marie-Galante (Guadeloupe) | 11 872      | 158,01          | 75      | Aïchi        |
| 6    | Saint-Barthélemy           | 8 673       | 25,00           | 347     | Oüanalao     |
| 7    | Les Saintes (Guadeloupe)   | 2 862       | 12,8            | 224     | Caaroucaëra  |
| 8    | La Désirade (Guadeloupe)   | 1 587       | 23,12           | 69      | Oüaliri      |

## Anciens territoires français
Ces territoires sont aujourd’hui indépendants ou rattachés à un autre pays.
| Territoires                             | Début         | Fin                                           | Localisation     | Pays actuel                              |
| --------------------------------------- | ------------- | --------------------------------------------- | ---------------- | ---------------------------------------- |
| Hispaniola occidentale (Saint-Domingue) | 1626          | 1804 (Indépendance)                           | Grandes Antilles | Haïti                                    |
| Île de La Dominique                     | 1635          | 1763 (Traité de Paris)                        | Petites Antilles | Dominique                                |
| Île de Grenade                          | 1649          | 1763 (Traité de Paris)                        | Petites Antilles | Grenade                                  |
| Îles Turks-et-Caïcos                    | XVIIe siècle  | XVIIe siècle                                  | Îles Lucayes     | Îles Turques-et-Caïques (Royaume-Uni)    |
| Sainte-Croix                            | 1651          | 1733                                          | Grandes Antilles | Îles Vierges des États-Unis (États-Unis) |
| Saint-Christophe                        | 1623          | 1713 (Traités d'Utrecht)                      | Petites Antilles | Saint-Christophe-et-Niévès               |
| Sainte-Lucie                            | XVIIe siècle  | 1814 (Traité de Paris)                        | Petites Antilles | Sainte-Lucie                             |
| Saint-Vincent                           | XVIIIe siècle | 1783 (Traité de Versailles)                   | Petites Antilles | Saint-Vincent-et-les-Grenadines          |
| Tobago                                  | 1713 1783     | 1763 (Traité de Paris) 1814 (Traité de Paris) | Petites Antilles | Trinité-et-Tobago                        |
| Hispaniola orientale                    | 1795          | 1809                                          | Grandes Antilles | République dominicaine                   |

Haïti, la Dominique et Sainte-Lucie font partie, avec les Antilles françaises, de la "Caraïbe francophone" car le français, avec le créole haïtien, sont les langues officielles à Haïti et les créoles, à base de multitude de langues sont parlés majoritairement dans les deux autres îles.

## Administration

### Ancien Régime
Le gouverneur général des Îles et Terre Ferme de l'Amérique est le représentant du roi de France aux Antilles françaises. Ses principales attributions sont d'ordre administratif et militaire. Il fait appliquer les lois, les us et les coutumes.